# Scheldekwartier

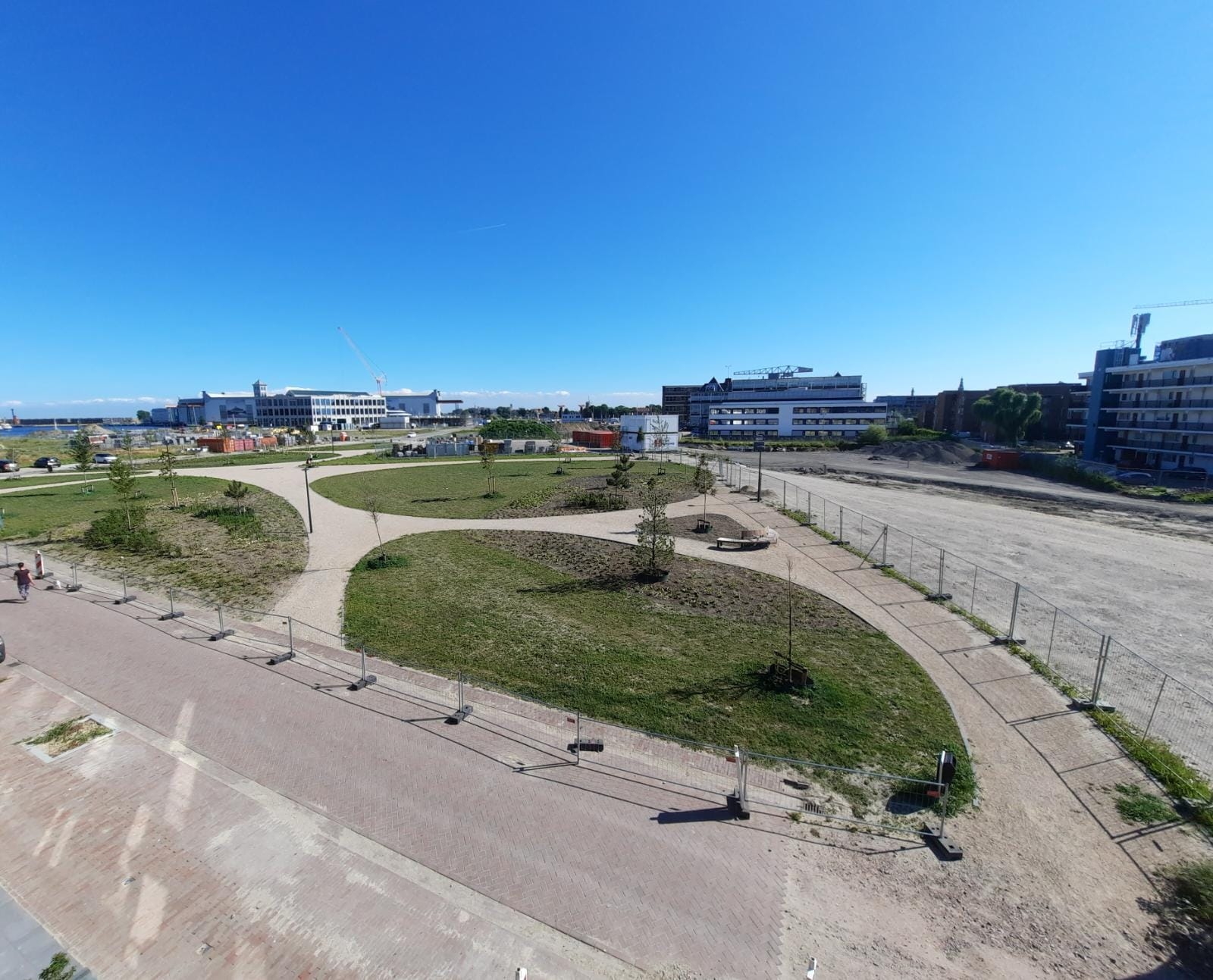
Aanleg Stumphiuspark aan de Dempostraat in de nieuwe Scheldewijk (2022)

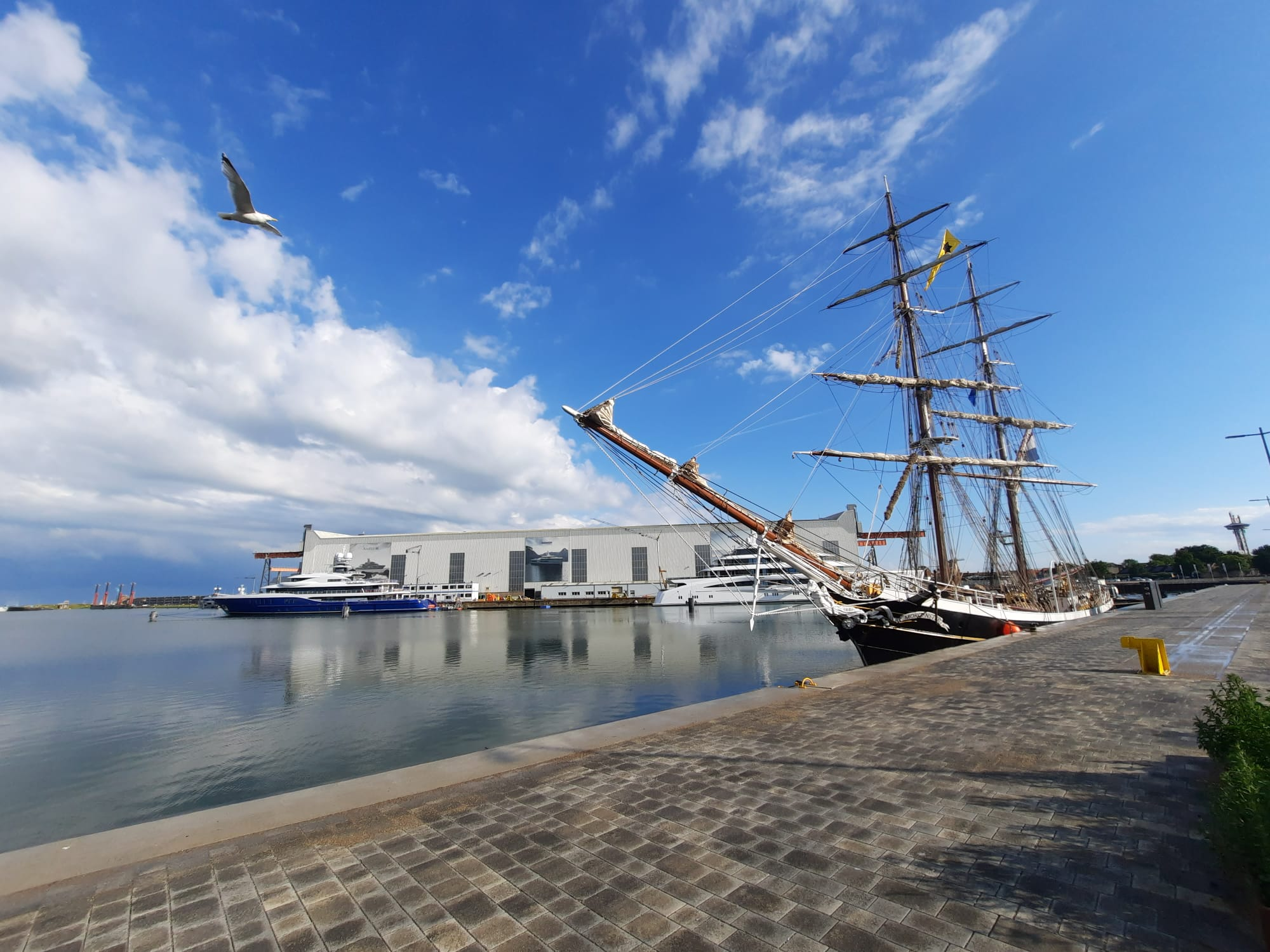
Albionkade Vlissingen nabij de Timmerfabriek (Scheldekwartier, 2022)

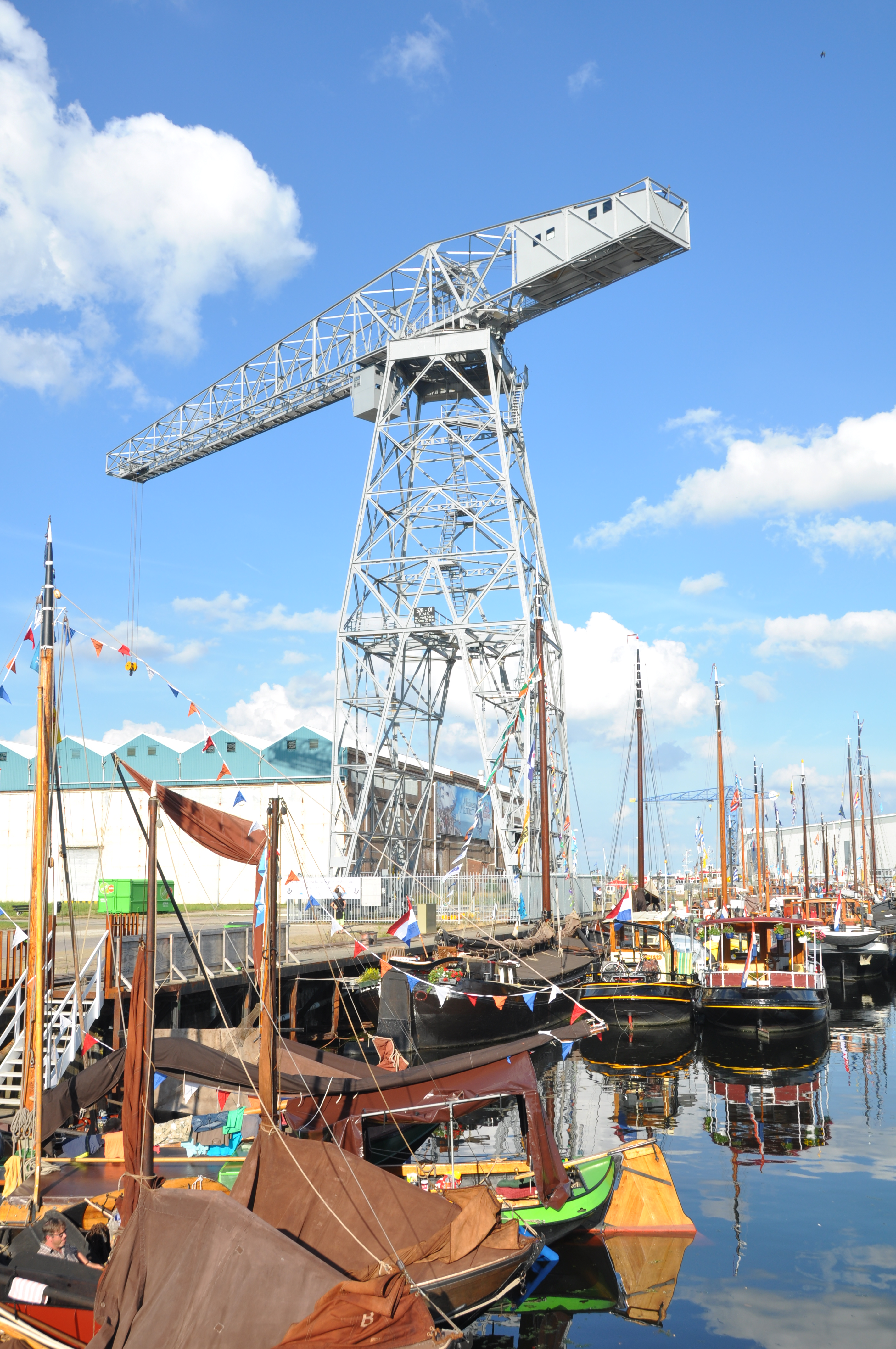
De Scheldekraan, met de machinefabriek op de achtergrond (2013)

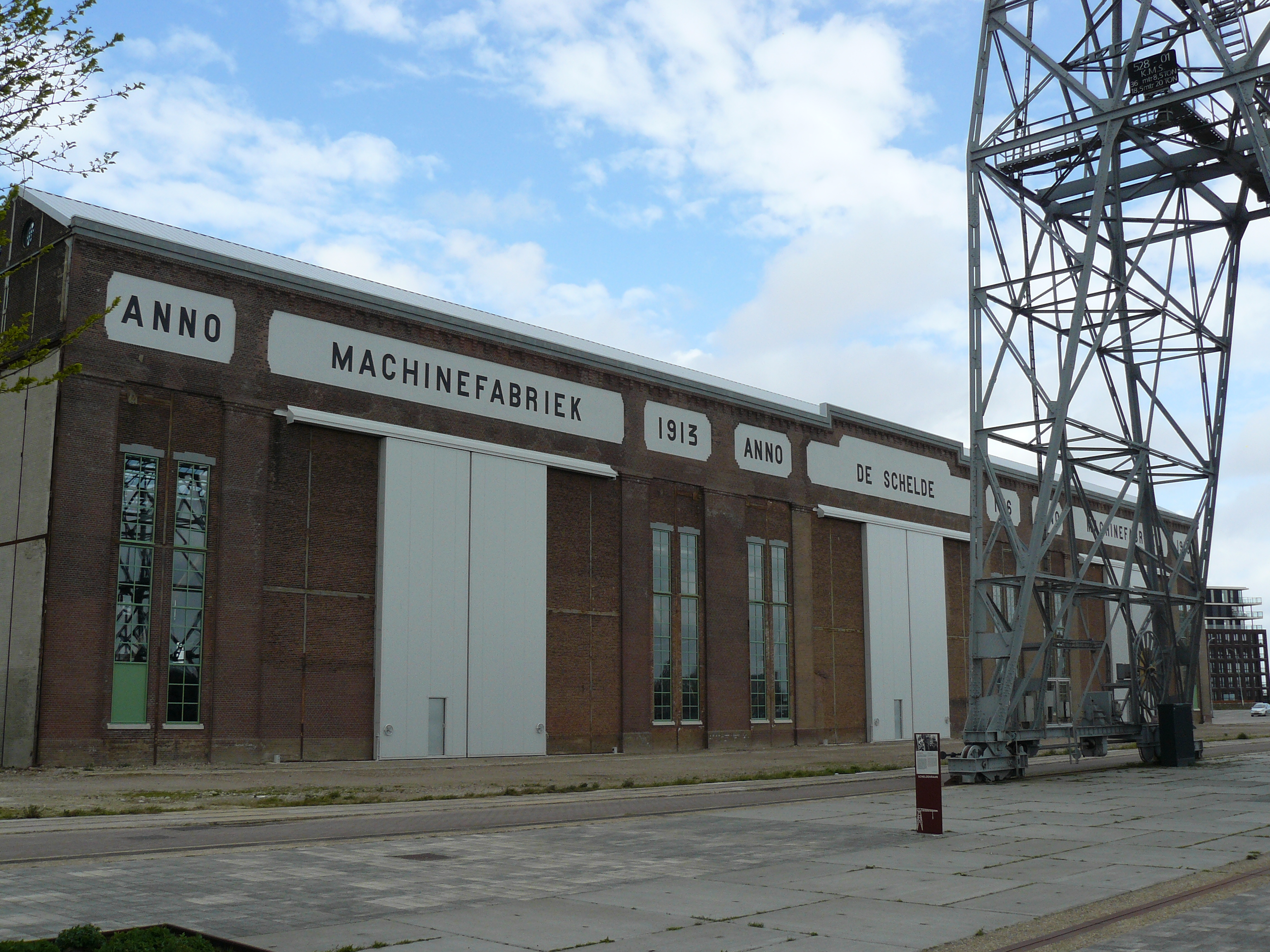
De machinefabriek na het cascoherstel in 2024

Het Scheldekwartier is een stadsdeel in ontwikkeling in de binnenstad van Vlissingen in de provincie Zeeland) op het voormalige terrein van Koninklijke Maatschappij De Schelde. De buurt valt deels in de wijk Vlissingen-Centrum en deels in de wijk Vlissingen-Stadshavens.
De gemeente heeft in 2003 een groot deel van de voormalige scheepwerf aangekocht. Het terrein is 32 hectare groot. Het project had aanvankelijk de naam Dokkershaven. Voor de ontwikkeling zijn verschillende oude gebouwen behouden, zoals de timmerfabriek, de zware plaatwerkerij en een torenkraan. In de oude verbandkamer is het Museum Scheldewerf gevestigd over de historie van de scheepswerf. Verder waren er niewbouwplannen voor 1750 woningen en onder meer faciliteiten voor jachten. In de zomer van 2007 bleek dat er een tekort zou zijn van ruim zestig miljoen euro, een bedrag dat in het najaar werd bijgesteld 42,3 miljoen euro. Er ontstond een affaire, waarin ambtenaren op non-actief werden gesteld, en waarin eerst door de ondernemingsraad het vertrouwen in de gemeentesecretaris en daarna, op 1 november 2007, door de gemeenteraad het vertrouwen in het college van B&W werd opgezegd. Het voltallige college van B&W, inclusief burgemeester Van Dok, trad af.
Door de gemeenteraad is besloten met het ontwikkelen van het Scheldekwartier door te gaan. Per eind 2022 zijn 500 woningen, een jachthaven en een hotel opgeleverd.
Het plan voor het Scheldekwartier bestaat uit vier buurten: Centrum-Houtkade, Dok, Blauwe Dorp en Haven. Plandeel Centrum-Houtkade ligt in het centrum van Vlissingen, er moeten daar ook verschillende winkels komen. Aan de andere kant van het grote dok ligt plandeel Dok, daarachter Haven en tegen de Paul Krugerstraat ligt het Blauwe dorp. Er is begonnen met bouwen bij buurt Centrum-Houtkade, het eerste deelplan heet Bestevaer en omvat huizen en een appartementencomplex aan het gerenoveerde Dokje van Perry. De eerste bebouwing staat aan de straten: Peperdijk (Sibajak, De Ruyter/Kungsholm), Wagenaarstraat (Maipú) en Dok van Perry (Herenhuizen, De Zeeuw). Daarnaast staan stadswoningen in de Wagenaarstraat, Vlamingstraat, Kleine Kerkstraat en de Jan Allemanstraat.
De lokale Vlissingse VVD heeft voorgesteld om straten en pleinen in het Scheldekwartier te vernoemen naar schepen die door De Schelde zijn gebouwd, zoals de Kungsholm en de Sibajak. Op 19 november 2010 werd bekend dat in ieder geval de straatnamen Houtkade, Wagenaarstraat, Flessenstraat en Peperdijk terugkomen. Deze namen bestonden al voor de komst van De Schelde.
Op dinsdag 16 februari 2010 tekende de Gemeente Vlissingen een intentieovereenkomst met Omroep Zeeland. De omroep zou graag haar intrek in de voormalige Timmerfabriek nemen. Uiteindelijk is op 1 april 2022 een hotel geopend in de timmerfabriek. De timmerfabriek is gebouwd in 1914 en is een rijksmonument.
In het najaar van 2022 werd begonnen met het cascoherstel van de de oude machinefabriek begonnen. In een periode van 18 maanden is het metselwerk en vloeren herstelt en zijn de ramen en deuren aan de Dokzijde geplaatst. Dit herstel was noodzakelijk voor een herbestemming van het gebouw.